# Nasrullah Khan
Nasrullah Khan, född 1874, död 1920, var en afghansk monark. Han var Afghanistans regent under en vecka 1919. Han efterträdde sin far och efterträddes av sin halvbror Amanullah Khan.